# Kaskada umjetnih jezera na Dnjepru
Dnjeparska akumulacijska kaskada ili Dnjeparska kaskada hidroelektrana (ukr. Дніпровський каскад ГЕС) je niz brana, akumulacija i hidroelektrana na rijeci Dnjepar u Ukrajini. Napravljena je kako bi se spriječile nekontrolirane poplave i poboljšala infrastruktura vodenog prometa. Koordinaciju i rad svih brana na Dnjepru provodi vladina tvrtka Ukrhydroenergo. Godine 1970. Kijevska brana je znatno umanjila poplave u usporedbi s Kijevskom poplavom 1931. godine.
Kao i kod svake brane, vodeni rezervoari Dnjepra u Ukrajini predstavljaju značajnu prijetnju antropogene katastrofe velikih razmjera ako se njihove brane pokvare. Zabrinutost je izazvao slučaj katastrofe brane Sayano-Shushenskaya 2009. godine, a u novije vrijeme i zračni napad na branu Kahovka 11. srpnja 2022. Brana Kahovka je u međuvremena srušena u eksploziji 6. lipnja 2023.
Za borbu protiv nekontroliranih poplava, Nacionalna akademija znanosti Ukrajine razvila je program predviđanja poplava od 2012., no Vlada Ukrajine ga do danas odbija usvojiti.

## Infrastruktura

### Elektrane i brane
Od izvora do ušća:
- Kijevska hidroelektrana
- Kijevska hidroakumulacijska elektrana
- Hidroelektrana Kaniv
- Hidroelektrana Kremenčuk
- Hidroelektrana Srednji Dnjepar
- Hidroelektrana Dnjepar
- Hidroelektrana Kahovka (uništena)

### Umjetna jezera
Od izvora do ušća:
- Kijevsko akumulacijsko jezero
- Kaniv
- Kremenčuk
- Kamianske
- Dnjeparsko
- Kahovka (ispražnjeno)

## Zabrinutosti
Kao i druge akumulacije, akumulacije Dnjepra predstavljaju potencijalnu prijetnju od velikih poplava ako njihove brane pokvare. Takva šteta može biti uzrokovana snažnom prirodnom katastrofom (npr. potresom), antropogenom katastrofom ili namjernim napadom terorista ili neprijateljskih snaga u ratu.
Rezervoari Dnjepra sadrže dodatnu veliku prijetnju - nakon nuklearne katastrofe u Černobilu 1986. godine, radionuklidi isprani kišama teško su kontaminirali dno rezervoara Kijev, a vjerojatno i ostalih. Tijekom godina nakon katastrofe, bilo je prijedloga da se Kijevsko akumulacijsko jezero isuši jer je bilo preplitko. 
Brane su građene da prežive prirodne i terorističke prijetnje. Prema izjavama nekih inženjera, svaka brana na Dnjepru je građena da preživi potres (u tipičnom regionalnom opsegu), meteorit ili pad zrakoplova. Postoje i protumjere protiv preplavljivanja i neispravnosti brana. Vlasti posvećuju značajnu pozornost zaštiti brana i mostova preko posebnih jedinica Ministarstva unutarnjih poslova i drugih sigurnosnih agencija.
Kvar Kijevske akumulacije izazvao bi poplavu nizinskih područja Kijeva, uglavnom gusto naseljenih stambenih četvrti. Posljedice moguće kompleksne poplave također uključuju širenje radioaktivnog materijala od černobilske katastrofe sadržanog u akumulacijama, raširena kontaminacija industrijskim i urbanim otpadom i stvaranje močvara na dnu ispražnjenih rezervoara. Širenje radioaktivnog mulja moglo bi doći do Crnog mora i ugroziti divlje životinje i ljude koji ovise o proizvodima iz mora.
U periodu 2001.–2003., Služba sigurnosti Ukrajine organizirala je vježbe na Kijevskoj hidroelektrani, simulirajući mogući teroristički napad. Rezultati vježbi ocijenjeni su zadovoljavajućim.

### Stav vlade
Nova zabrinutost pojavila se 2005. godine nakon lažnog slučaja terorističke prijetnje. Policajac, nezadovoljan svojim zapovjednicima, anonimno je nazvao hitnu liniju rekavši da je postavio bombu u teretni vlak koji je prelazio branu Kijevske akumulacije. Neposredna provjera pokazala je da je prijetnja lažna i policajac je uhićen. Bez obzira na to, incident je izazvao još jedan val zabrinutosti javnosti.
Godine 2012. bivši upravitelj Kijevske hidroelektrane i veteran izjavio je da je brana zajamčeno sposobna izdržati svaku fizičku prijetnju osim udara velikog svemirskog objekta ili namjernog vojnog napada značajnih razmjera. Međutim, postoji plan za hitne slučajeve za sigurno minimiziranje posljedica udara iz svemira, ovisno o tome hoće li postojati rano upozorenje o udaru..

## Daljnje čitanje
- “Комсомольская правда” об угрозах плотины Киевской ГЭС и водохранилища  Arhivirana inačica izvorne stranice od 22. veljače 2014. (Wayback Machine)
- “Аргументы и факты” о реальных угрозах дамбы Киевского водохранилища и ГЭС  Arhivirana inačica izvorne stranice od 25. siječnja 2021. (Wayback Machine)
- "Известия" о проблематике плотины Киевского водохранилища и ГЭС
- Эксперт УНИАН об угрозах дамбы Киевского водохранилища

- (rus.) "The strange initiative", Kievskiye Vedomosti, January 31, 2002
- (rus.) Chernovetsky will check "the most dangerous place on the planet", Korrespondent.net, July 19, 2006
- “Комсомольская правда” об угрозах плотины Киевской ГЭС и водохранилища   Arhivirana inačica izvorne stranice od 22. veljače 2014. (Wayback Machine)
- “Аргументы и факты” о реальных угрозах дамбы Киевского водохранилища и ГЭС   Arhivirana inačica izvorne stranice od 25. siječnja 2021. (Wayback Machine)
- “Известия” о проблематике плотины Киевского водохранилища и ГЭС
- Эксперт УНИАН об угрозах дамбы Киевского водохранилища

## Vanjske poveznice
- (engl.) Battle of Chernobyl: The Consequences detalji o radioaktivnoj kontaminaciji
- Prymak, K. Dnieper Cascade of HES. Ukrajinska sovjetska enciklopedija
- (engl.) Chernousenko, O. HES Cascades (Каскади ГЕС). Power Generation: history, modernity, future.
- Dnipro Cascade of Hydroelectric Stations. Encyclopedia of Ukraine
- The 1970 flooding in Kyiv. Istorychna Pravda (Ukrayinska Pravda).
- (ukr.) Parnikoza, I. Povijest formiranja i strukture doline Dnjepra u blizini Kijeva (Ístoríâ formiraní ta búdní dolini Dnípra u Kijevu) . Kijevski otoci i riječni nasip Dnjepra, pogled kroz stoljeća.
- Tetiana Stetsenko. Postoji li prijetnja stanovnicima Čerkasija od Dnjeparske kaskade (Či zagrožíva čerkaŝanam Dnípovsʹkij kaskad?). Cherkasy 24. 30. studenog 2018.